# Моллі Хольцшлаг
Моллі Міріам Естер Хольцшлаг (англ. Molly Miriam Esther Holzschlag)  (25 січня 1963 — 5 вересня 2023) була американською письменницею, лектором і адвокатом Open Web. Вона написала або стала співавтором 35 книг з вебдизайну та відкритих стандартів, у тому числі The Zen of CSS Design: Visual Enlightenment for the Web (у співавторстві з Дейвом Ши). Її прозвали «чарівною хрещеною матір'ю Web».

## Компанії за вебстандарти
Хольцшлаг задумала і вела перші п'ять років Open Web Camp, безкоштовного заходу в Силіконовій долині з 2009 по 2013 рік  Її робота була зосереджена на відкритих вебтехнологіях, вебдизайні та доступності. У 2004–2006 роках вона була керівником групи Web Standards Project (WaSP),  коаліції, яка проводила кампанії серед виробників браузерів, таких як Microsoft, Opera і Netscape, за підтримку сучасних вебстандартів. У її некролозі в Tucson Sentinel повідомляється, що «неодноразово вона викликала Білла Гейтса віч-на-віч, щоб вирішити проблеми з Internet Explorer».
Вона брала участь як запрошений експерт Всесвітнього вебконсорціуму (W3C) у робочій групі CSS , очолювала групу спільноти з доступності CSS  і була запрошеним експертом у робочих групах HTML і GEO .

## Викладацька робота
У 2011 році Хольцшлаг працював у Knowbility, викладаючи лекції з відкритих вебтехнологій, таких як HTML5 і ARIA, з великим наголосом на використанні інклюзивного дизайну для подолання бар’єрів доступності. Вона також викладала на курсах для вебмайстрів в Університеті Арізони, Університеті Джорджії, Університеті Фенікса, Університеті Нової школи та Громадському коледжі Піма.

## Особисте життя
Хольцшлаг народилася 25 січня 1963 року. У 2014 році їй поставили діагноз апластична анемія. Вона говорила про проблеми з фінансуванням охорони здоров’я   і зібрала понад 70 000 доларів через GoFundMe у 2013 році для фінансування своєї хіміотерапії. Хольцшлаг була знайдена мертвою вдома в Тусоні, штат Арізона, 5 вересня 2023 року у віці 60 років.

## Значні нагороди
- 2016, премія O'Reilly Web Platform Award[21]
- 2015, Net Award за видатний внесок[22]
- 1998, названа однією з 25 найкращих жінок в Інтернеті за версією відділення Webgrrls у Сан-Франциско[23]